# Collection internationale des chapeaux de police
 (avril 2012).
La Collection internationale des chapeaux de police (en néerlandais : Internationale Politiepetten Collectie) est une exposition permanente d'une collection internationale de chapeaux de la police créée en 1993, située dans la commune néerlandaise de Midden-Groningue en province de Groningue, dans l'ancienne gare de Slochteren (nl) (ligne de Groningue à Weiwerd (nl)). La collection est détenue par le département de l'International Police Association de Groningue.
Outre les près de 1 500 chapeaux de police différents à partir de plus de 220 pays, il y a aussi des uniformes de police, y compris plusieurs, des menottes et insignes de police à admirer.
La collection néerlandaise se compose de casques de vieux chapeaux du XIXe siècle à la PAC actuelle. La collection comprend également des chapeaux de police d'autres pays européens et le reste du monde.

## Galerie de photos

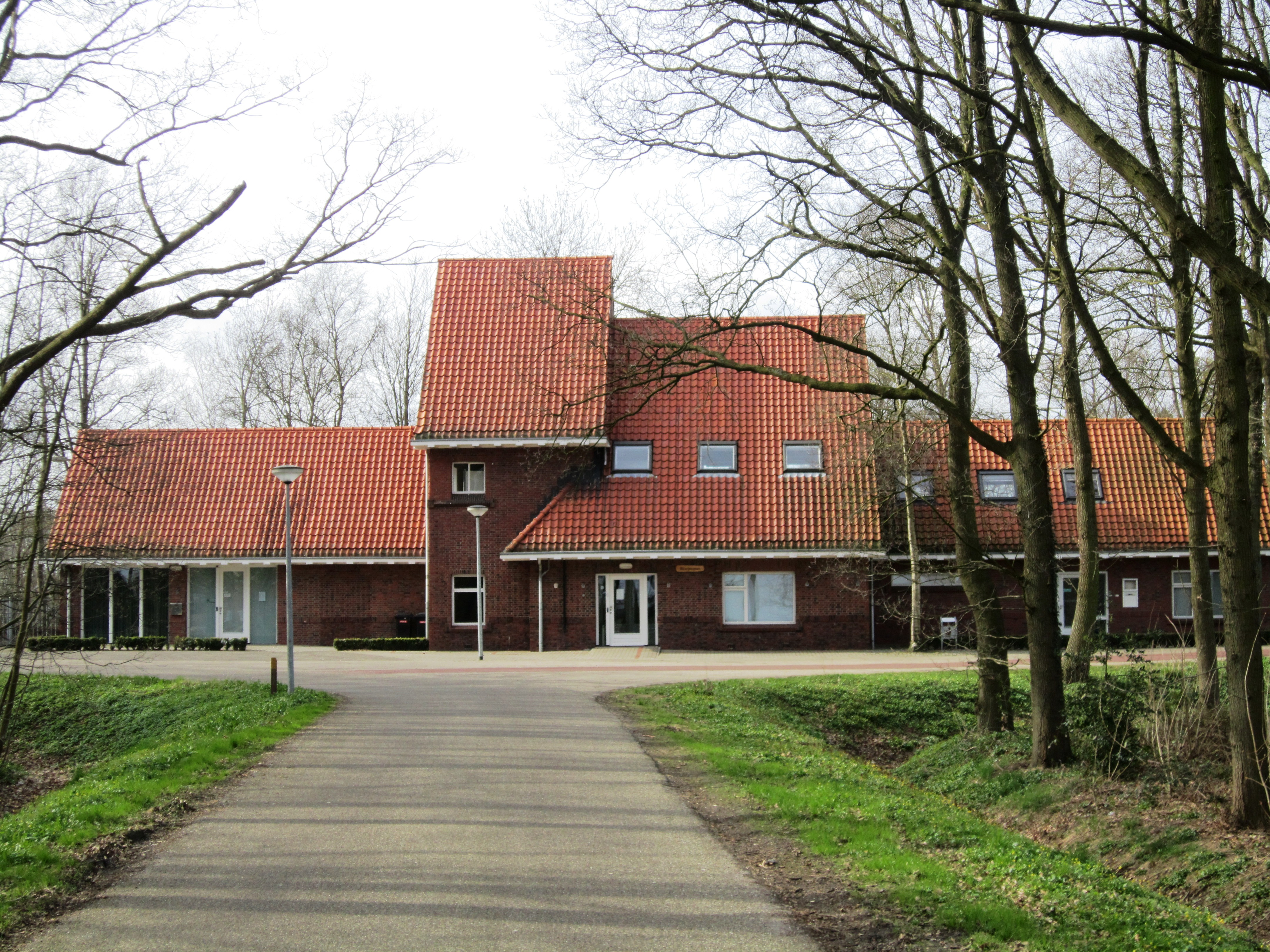
Le bâtiment de l'ancienne gare de Slochteren
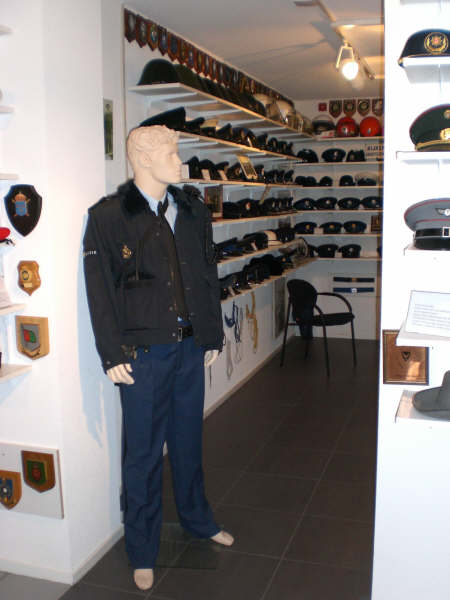
Une partie de la collection
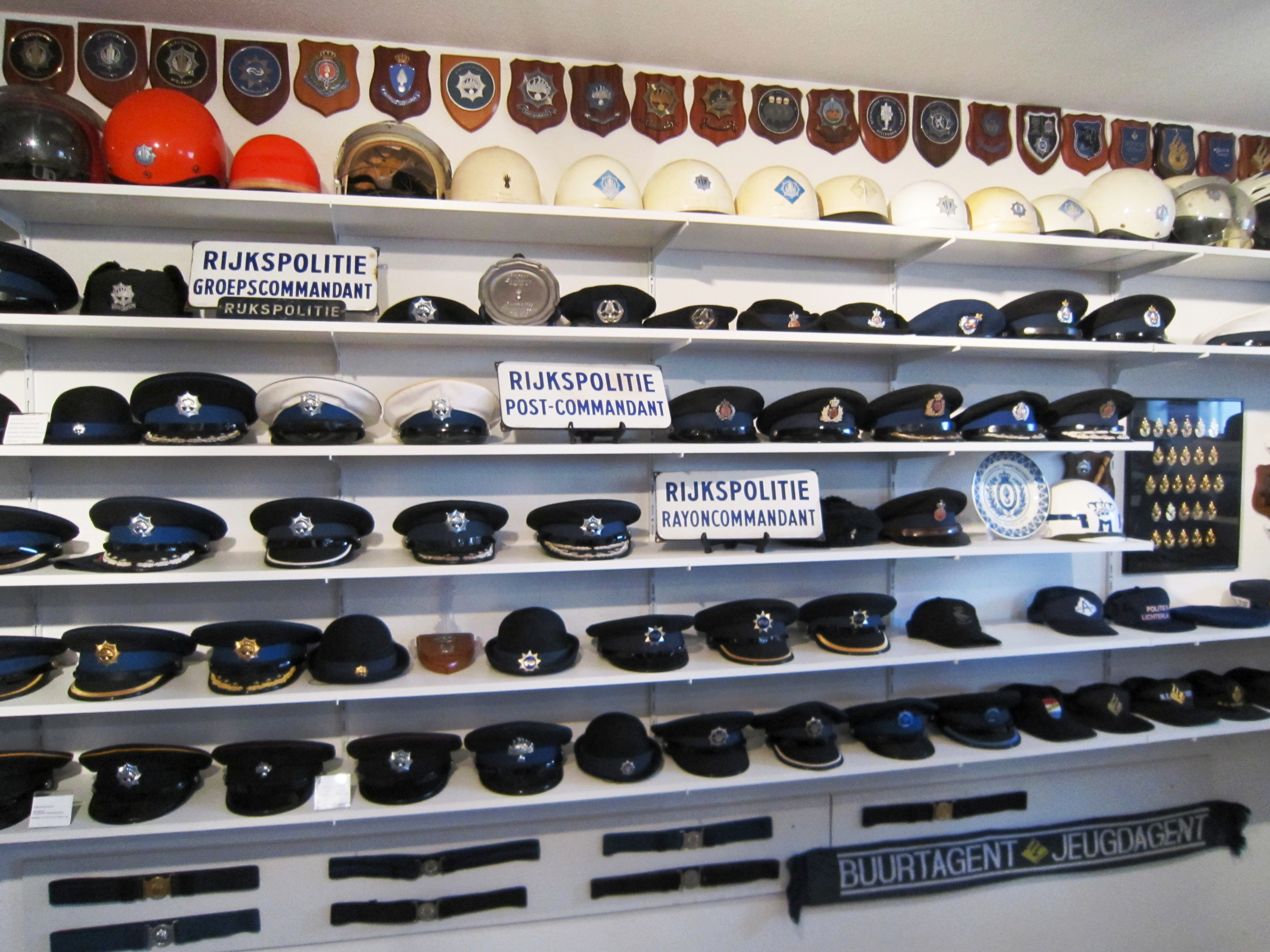
Une partie de la collection
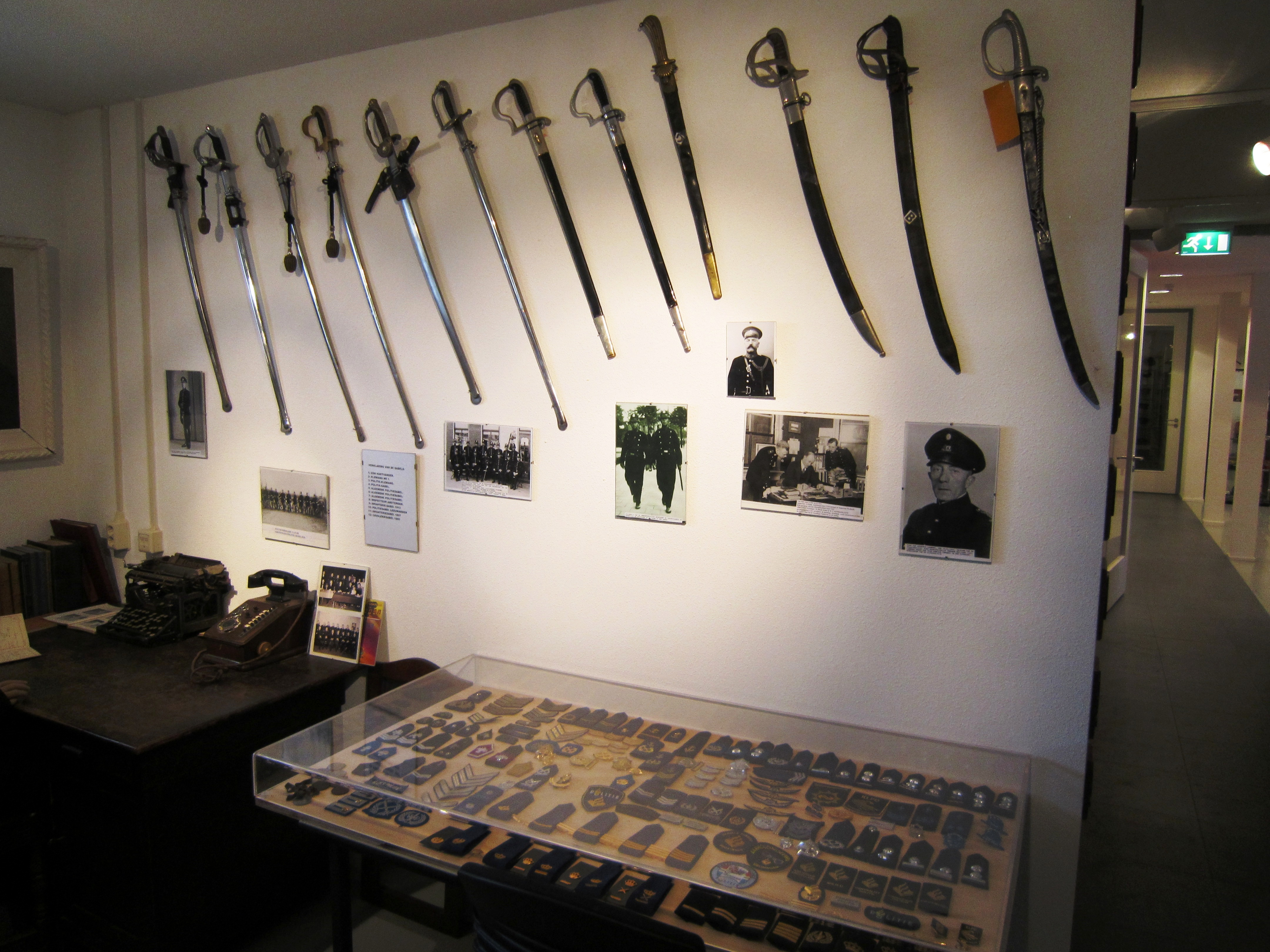
Une autre partie de la collection